# Коротаєв Андрій Віталійович
Андрíй Віта́лійович Корота́єв (17 лютого 1961) — російський історик, філософ, соціолог, орієнталіст. Для праць Коротаєва характерні матеріалістичне розуміння природи й суспільства та глибокий історизм. Один з засновників російського неоеволюційного напряму та напряму математичного моделювання історичних процесів. До кола його наукових інтересів належать історія та теорія соціології. Вивчаючи особливості демографічних процесів, Андрій Коротаєв відкрив закономірність динаміки цього явища та ряд важливих загальноекономічних закономірностей розвитку світової економіки. Коротаєв узяв участь в роботі в цілому над 29 книгами, частину з яких він написав сам, а частина — в співавторстві з іншими ученими. Його роботи видані в Україні,
США,
Англії, Франції,
Німеччини, Австрії,
Швеції, Бельгії,
Іспанії, Італії, Угорщині,
Чехії, Австралії,
Новій Зеландії,
Китаї, Японії, Норвегії,
Туреччині, Єгипті, Ємені й інших країнах.

## Життєпис
У 1984 р. закінчив Московський університет. Доктор історичних наук (1998). Професор. З 1994 р. викладає в Російському державному гуманітарному університеті. У 2003 році працював в Інституті перспективних досліджень в Прінстоні. Редактор журналу Social Evolution & History. Завідувач Лабораторією моніторингу ризиків соціально-політичної дестабілізації Науково-дослідного університету «Вища школа економіки». Професор Факультету глобальних процесів Московського державного університету імені Ломоносова. Нагороджений медаллю Н. Д. Кондратьєва (однією з найпрестижніших російських нагород в області економіки) за цикл досліджень довгих хвиль в економічному розвитку .

## Області наукових інтересів і основні наукові досягнення

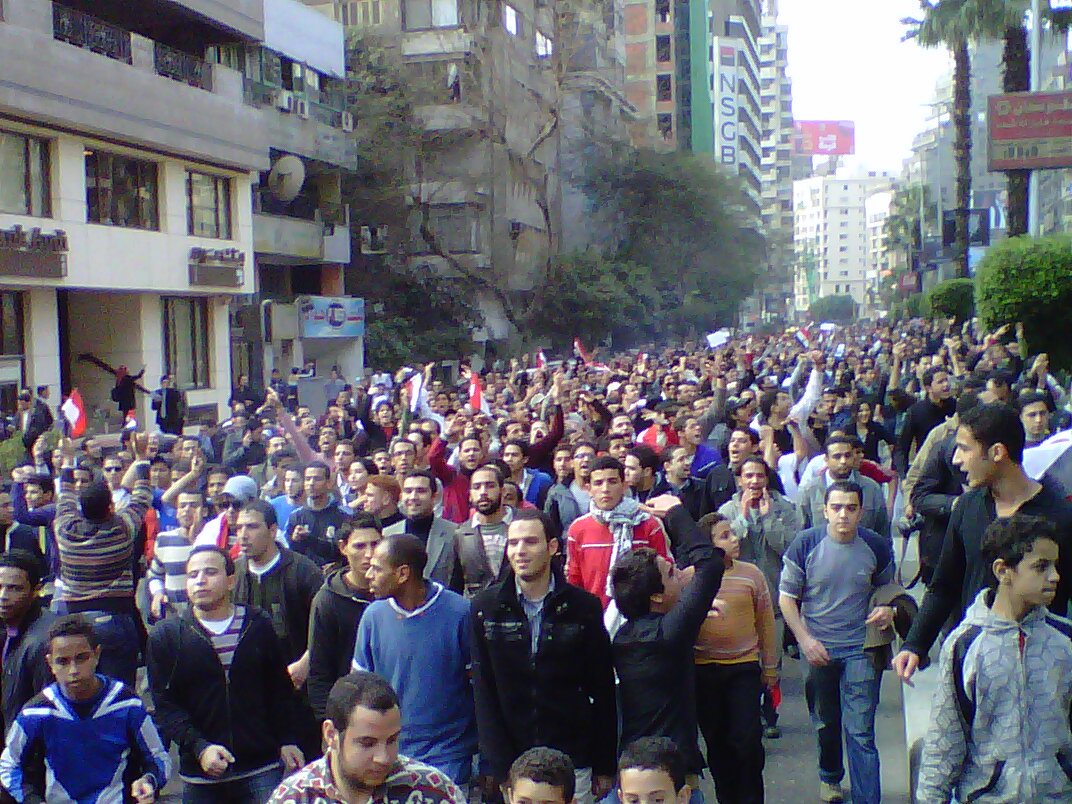
Каїр, 25 січня 2011. «День гніву»

- Історія Близького і Середнього Сходу (особливо, Ємену і Єгипту), зокрема історія виникнення ісламу.[24] Наприклад, Коротаєв відкрив основні тенденції в еволюції південноарабських соціальних систем.[25] Особливий внесок був зроблений ним у цій галузі, виявлення основних тенденцій розвитку єменської культури на основі застосування кількісних методів для аналізу епіграфічних джерел.
- Теорія соціальної еволюції. У цій області Коротаєв відомий перш за все розробленою ним теорією нелінійної соціальної еволюції.[26]
- Математичне моделювання історичної, соціальної, економічної і демографічної динаміки. У цій області наукового знання ним було запропоновано одне з найпереконливіших математичних пояснень закону гіперболічного зростання чисельності населення Землі[21]. У співпраці з Олександром Марковим він показав, що аналогічну математичну модель може бути зроблено для опису тенденцій біологічної еволюції. Вони показали, що зміни в області біорізноманіття через фанерозою описані набагато краще з гіперболічної моделі, ніж з експоненційної та логістичної моделей.[27] Він також розробив ряд математичних моделей, що описують довгострокову політико-демографічну динаміку Єгипту[28], і використовував їх для структурно-демографічного аналізу Єгипетської революції 2011 року.[29]
- Дослідження довгих хвиль в глобальній економічній динаміці.[30]

## Вибрані праці
- Что общего между президентом Мурси и президентом Януковичем? [Архівовано 11 лютого 2018 у Wayback Machine.]
- Great Divergence and Great Convergence. A Global Perspective [Архівовано 24 вересня 2015 у Wayback Machine.] (New York: Springer, 2015).
- Explosive Population Growth in Tropical Africa: Crucial Omission in Development Forecasts (Emerging Risks and Way Out). World Futures 70/2 (2014): 120—139. [Архівовано 15 жовтня 2009 у Wayback Machine.]
- Египетская революция 2011 г.: структурно-демографический анализ // Политические исследования (Полис). ЭкстраТекст. 2011. Вып. 1. [Архівовано 13 серпня 2011 у Wayback Machine.]
- Гиперболический рост в живой природе и обществе [Архівовано 14 квітня 2010 у Wayback Machine.] (2009)
- Современные тенденции мирового развития [Архівовано 27 квітня 2009 у Wayback Machine.]. М.: ЛИБРОКОМ/URSS, 2009. ISBN 978-5-397-00327-8
- Законы истории. Математическое моделирование развития Мир-Системы. Демография, экономика, культура. [Архівовано 20 травня 2007 у Wayback Machine.] 2-е изд. М.: УРСС, 2007. ISBN 978-5-484-00957-2
- Законы истории. Вековые циклы и тысячелетние тренды. Демография, экономика, войны. [Архівовано 20 лютого 2009 у Wayback Machine.]. 2-е изд. М.: УРСС, 2007.
- Возникновение ислама: Социально-экологический и политико-антропологический контекст [Архівовано 25 грудня 2007 у Wayback Machine.]. М.: ОГИ, 2007.
- Долгосрочная политико-демографическая динамика Египта: Циклы и тенденции [Архівовано 24 лютого 2008 у Wayback Machine.]. М.: Восточная литература, 2006. ISBN 5-02-018526-4
- Социальная история Йемена. М.: УРСС, 2006.
- Русский крест: Факторы, механизмы и пути преодоления демографического кризиса в России [Архівовано 5 січня 2012 у Wayback Machine.]. М.: УРСС, 2005.
- Социальная эволюция[недоступне посилання з квітня 2019]. М.: Восточная литература, 2003.
- World Religions and Social Evolution of the Old World Oikumene Civilizations: A Cross-cultural Perspective [Архівовано 20 травня 2011 у Wayback Machine.]. N.Y.: Edwin Mellen Press, 2004.
- «Regions Based on Social Structure: A Reconsideration» // Current Anthropology. 2000. Vol. 41. #5. P. 668—690.
- Pre-Islamic Yemen. Wiesbaden: Harrassowitz, 1996.
- Ancient Yemen. Oxford: Oxford University Press, 1995.